# Ernst Fritsch (Landrat)
Ernst Fritsch (* 9. August 1880 in Grein; † 11. März 1945 in Regensburg) war ein deutscher Verwaltungsjurist und Landrat.

## Leben
Fritsch besuchte das Staatsgymnasium in Linz und studierte von 1899 bis 1902 Rechtswissenschaften in München, Berlin und Jena. Von 1803 bis 1804 leistete er seinen Militärdienst als Einjährig-Freiwilliger. Den juristischen Vorbereitungsdienst absolvierte er bei dem Amtsgericht Waltershausen, der Staatsanwaltschaft Coburg, dem Landgericht Meiningen und dem Landratsamt Coburg. Im Jahr 1906 promovierte er in Erlangen mit dem Thema „Paragraph neunhunderteinunddreißig BGB und die Cession der Res Vindicatio“ und 1908 legte er die Große Staatsprüfung ab.
Vom 1. Juli 1911 bis 30. September 1912 arbeitete Fritsch als Richter am Amtsgericht Neustadt bei Coburg. Anschließend wurde er zum Landratsamtsassessor in Coburg berufen. Von 1914 bis zum 30. Mai 1916 nahm er am Ersten Weltkrieg teil. Am 1. Juli 1916 folgte die Versetzung als Regierungsrat in das Staatsministerium des Herzogtums Sachsen-Coburg. Nach dem Rücktritt von Hermann Quarck wurde Fritsch am 11. Juli 1919 von der Landesversammlung des Freistaates Coburg im Rang eines Ministerialdirigenten zum Vorstand des Staatsministeriums bestellt. Fritsch setzte sich insbesondere für den Beitritt des Freistaates Coburg zum Freistaat Bayern ein. Neben Franz Klingler, dem Vorsitzenden der Staatsregierung, unterschrieb er den Staatsvertrag mit Bayern. Das bisherige coburgische Staatsministerium bestand bis Ende April 1921 als „Bayerische Abwicklungsstelle“ unter der Leitung von Fritsch fort.
Am 1. Juni 1921 wurde Fritsch zum Amtsvorstand mit dem Titel eines Oberregierungsrats des bayerischen Bezirksamts Coburg (Landrat) ernannt. Damit war er auch Stadtkommissar für die Städte Coburg, Neustadt bei Coburg und Rodach sowie den Coburger Amtsbezirk. In dieser Funktion konnte Fritsch den Einsatz der Landespolizei im Coburger Land, die in Coburg stationiert war, veranlassen.
In seinem Bericht zum Deutschen Tag in Coburg vom 14. bis 15. Oktober 1922 an das bayerische Innenministerium sympathisierte er mit Hitler und machte die Coburger Arbeiterschaft für die Ausschreitungen mit der SA verantwortlich.:S. 81 Im November 1923 schrieb er anlässlich des Einschlagens einiger Fenster der Coburger Synagoge an die Regierung Oberfrankens: „Insbesondere sei nicht nachgewiesen, dass die oben bezeichneten Sachbeschädigungen von rechtsstehenden Kreisen verübt worden sind. Es sei vielmehr sehr leicht möglich, dass die Täter im anderen Lager zu suchen seien und die Sachbeschädigungen in der Absicht begangen worden sind, die Hetze gegen die rechtsstehenden Kreise weiter zu schüren...“.:S. 25
Die Zunahme der Gewalt in Coburg kurz vor den Reichspräsidentenwahlen im Jahr 1932 und die Kooperation der städtischen Polizei mit den Nationalsozialisten veranlasste das bayerische Innenministerium am 11. März 1932 dem Ersten Bürgermeister Franz Schwede die Polizeihoheit über die Stadtpolizei zu entziehen und an den Staatskommissar Fritsch für fünf Monate zu übertragen.:S. 136 Von 1930 bis 1933 war er als ehrenamtlicher Vorsitzender der Coburger Landesstiftung tätig.
Am 11. März 1933 wurde Fritsch aus politischen Gründen auf Antrag der Coburger NSDAP durch den neuen bayerischen Innenminister Adolf Wagner des Amtes enthoben und sofort für einige Tage arrestiert.:S. 184 Seine Amtsgeschäfte wurden am 3. April 1933 auf Schwede übertragen. 1932 wurde er Mitglied der DNVP. Zum 1. Mai 1935 trat er in die NSDAP ein (Mitgliedsnummer 3.654.651).
Im Jahr 1934 wurde Fritsch als Oberregierungsrat bei der Regierung von Niederbayern und Oberpfalz nach Regensburg zwangsversetzt. 1937 diskreditierte Schwede erneut Fritsch und seine Rolle in Coburg Anfang der 1930er Jahre in einem Artikel, der unter anderem im Völkischen Beobachter erschien. In der Folge wurde er 1938 des Dienstes enthoben und zurückversetzt. Zum 12. Mai 1943 stimmte Fritsch, krankheitsbedingt dienstunfähig, einer Versetzung in den Ruhestand zu.